# 錫達城 (密蘇里州)
錫達城（英語：Cedar City）是位於美國密蘇里州卡勒韋縣的非建制地區。

## 歷史
錫達城的郵局自1870年營運至今。

## 地理
錫達城所處的海拔為高於海平面168米（即551英呎），而該地所採用的時區為UTC-6，即北美中部時區（CST）。同時該地設有夏令時間，為UTC-6調快一小時，即UTC-5（CDT）。